# Jonas Lie (politiker)

Fana för Germanske-SS Norge.

Jonas Lie, född 31 december 1899 i Kristiania (nuvarande Oslo), död 11 maj 1945 på godset Skallum i Bærum, var en norsk nazistisk polischef och kriminalförfattare. Han var polisminister och chef för Schutzstaffel (SS) i Norge och Germanske-SS Norge. Han var son till författaren Erik Lie och sonson till författaren Jonas Lie.
Lie var nära medarbetare till den tyske rikskommissarien Josef Terboven och Wilhelm Rediess, som var Högre SS- och polischef i Norge.
I maj 1945 förskansade sig Lie och Henrik Rogstad på Skallum gård i Bærum. Rogstad sköt sig den 10 maj, medan Lie avled dagen därpå, av oklar dödsorsak. Obduktionen gav inga bevis för självmord. Lie dog förmodligen av en kombination av hjärtsjukdom, stress och alkoholmissbruk.